# 庫馬喬韋
庫馬喬韋（烏克蘭語：Кумачове），是烏克蘭東部頓涅茨克州卡利米烏斯凱區卡利米乌斯克市镇内的村落。始建於1532年，海拔高度約93米，2001年該村落人口1,903。